# 세크러테어리엇 (영화)
《세크리테리엇》(영어: Secretariat)은 랜들 월리스가 감독하고 월트 디즈니 스튜디오스 모션 픽처스가 배급한 2010년 전기 스포츠 드라마 영화이다. 이 영화는 1973년 트리플 크라운을 달성한 서러브레드 경주마인 세크리테리엇의 실화를 바탕으로 하고 있다. 다이앤 레인이 세크리테리엇의 주인인 페니 체너리 역을, 존 맬커비치가 조교사인 뤼시앵 로랭 역을 맡았다.
이 영화는 켄터키주 루이빌과 렉싱턴, 그리고 루이지애나주 라피엣과 캐런크로 인근에서 촬영되었으며, 2010년 10월 8일 개봉하였다.

## 출연
- 다이앤 레인 - 페니 체너리 역
- 존 맬커비치 - 뤼시앵 로랭 역
- 딜런 월시 - 존 "잭" 트위디 역
- 제임스 크롬웰 - 오그던 핍스 역
- 케빈 코널리 - 빌 낵 역
- 넬슨 엘리스 - 에디 스웻 역
- 딜런 베이커 - 홀리스 B. 체너리 역
- 마고 마틴데일 - 엘리자베스 햄 역
- 스콧 글렌 - 크리스토퍼 체너리 역
- 어맨다 미샤카 - 케이트 트위디 역
- 드루 로이 - 세스 행콕 역
- 그레이엄 맥타비시 - 얼 잰슨 역
- 프레드 톰프슨 - 불 행콕 역
- 에릭 랭 - 앤드루 바이어 역
- 네스터 서라노 - 팬초 마틴 역
- 커리사 카포비앙코 - 세라 트위디 역
- 스티븐 스탠턴 - 칙 앤더슨 역
- 페니 체너리 - 카메오 출연